# Ali Messaoud

Ali Messaoud, né le 13 avril 1991 à Amsterdam aux Pays-Bas, est un footballeur néerlando-marocain évoluant à l'Vendsyssel FF au Danemark.

## Biographie

### Carrière en club

#### Départ au Willem II
Lors de la saison 2013-2014, il inscrit 10 buts en deuxième division néerlandaise avec le club du Willem II.

#### FC Vaduz
Il participe à la Ligue Europa avec l'équipe du FC Vaduz. Lors de cette compétition, il inscrit un but contre le club macédonien du Sileks Kratovo en juillet 2016.

### Carrière internationale
Il joue avec les sélections nationales de jeunes néerlandaises et marocaines.

## Palmarès
- Champion des Pays-Bas de D2 en 2014 avec le Willem II Tilburg